# Mensa (esogeologia)

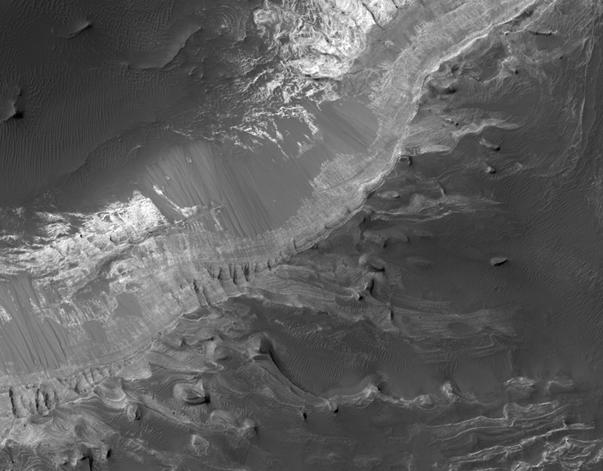
Capri Mensa vista da HiRISE.

Mensa è un termine latino che significa letteralmente "tavola" (la radice è la medesima del termine spagnolo mesa). L'espressione è di utilizzo comune in esogeologia per descrivere formazioni geologiche presenti su pianeti o altri corpi celesti simili ad altipiani o plateau, la cui superficie sia relativamente pianeggiante ed orizzontale, e che siano circondati da scoscendimenti particolarmente ripidi. Simili strutture sono state osservate su Marte e sul satellite gioviano Io. Alcuni esempi celebri sono le Aeolis Mensae e le Nepenthes Mensae, entrambe nella parte meridionale di Elysium Planitia.

## Mensaesu Marte
- Abalos Mensa
- Acidalia Mensa
- Aeolis Mensae
- Amazonis Mensa
- Ascraeus Mensa
- Ausonia Mensa
- Australe Mensa
- Baetis Mensa
- Candor Mensa
- Capri Mensa
- Ceti Mensa
- Coprates Mensa
- Chrysas Mensa
- Cydonia Mensae
- Deuteronilus Mensae
- Eos Mensa
- Ganges Mensa
- Hebes Mensa
- Ius Mensa
- Izola Mensa
- Juventae Mensa
- Labeatis Mensa
- Lunae Mensa
- Melas Mensa
- Nepenthes Mensae
- Nia Mensa
- Nilokeras Mensae
- Nilosyrtis Mensae
- Nilus Mensae
- Olympia Mensae
- Ophir Mensa
- Peneus Mensa
- Protonilus Mensae
- Sacra Mensa
- Tempe Mensa
- Tenuis Mensa
- Wenjiashi Mensa
- Zephyria Mensae

## Mensaesu Io
- Capaneus Mensa
- Echo Mensa
- Epaphus Mensa
- Hermes Mensa
- Iynx Mensa
- Pan Mensa
- Prometheus Mensa
- Telegonus Mensae
- Tvashtar Mensae

## Mensaesu Europa
- Belenos Mensa
- Borvo Mensa
- Grannus Mensa